# FEI Europameisterschaften 2017
| FEI Europameisterschaften 2017 | FEI Europameisterschaften 2017                            |
| ------------------------------ | --------------------------------------------------------- |
| Sportarten:                    | Dressurreiten Springreiten Para-Dressur Vierspännerfahren |
| Austragungsort:                | Göteborg, Schweden                                        |
| Austragungsorte:               | Ullevi, Heden, Slottsskogen                               |
| Internet:                      | gothenburg2017.com                                        |

Die FEI Europameisterschaften 2017 (Longines FEI EM i ridsport Göteborg 2017) wurden vom 21. bis 27. August 2017 in Göteborg ausgerichtet. Im Rahmen der Veranstaltung wurden die Einzel- und Mannschaftseuropameister im Springreiten, Dressurreiten, in der Para-Dressur und im Vierspännerfahren ermittelt.

## Organisation

### Vergabe
Im Juni 2014 vergab der Weltpferdesportverband FEI die Europameisterschaften in gleich vier Pferdesportdisziplinen für das Jahr 2017 nach Göteborg. Damit bekam ein erfahrener Veranstalter den Zuschlag: Die Got Event AB richtet alljährlich das Hallenreitturnier Gothenborg Horse Show aus, in dessen Rahmen schon mehrfach Weltcupfinals stattfanden. Nach Herning 2013 und Aachen 2015 war es das dritte Mal in Folge, dass bei den Europameisterschaften der Dressur- und Springreiter noch eine oder mehrere weitere Disziplinen ihr Championat ausrichteten.

### Sportstätten
Alle Sportstätten der Europameisterschaften befanden sich in zentraler Lage in Göteborg. Hauptstadion war das normalerweise über 40.000 Zuschauer fassende Ullevi-Stadion, das in einen Turnierplatz und einen (kleineren) Abreiteplatz geteilt wurde. Hier wurden neben der Eröffnungsfeier die Wettbewerbe im Dressur- und Springreiten durchgeführt. Südlich der Arena, auf dem Valhalla-Sportplatz und im Scandinavium (Austragungsort der jährlichen Gothenborg Horse Show), befand sich das Stallareal.
Die zweite Sportstätte, die für die Besucher kostenfrei zugänglich war, war die „Heden Arena“. Auf diesem 500 Meter vom Ullevi entfernten Areal, welches sonst zum Beispiel als Sportstätte für den Gothia Cup genutzt wird, standen die Wettbewerbe im Para-Dressurreiten sowie das Dressur- und Hindernisfahren der Vierspänner auf dem Programm. Das Geländefahren der Vierspänner startete an der Heden Arena, verlief durch die Parkanlagen entlang des Wallgrabens und fand dann überwiegend im drei Kilometer entfernten Stadtpark Slottsskogen statt.

### Sponsoren und Medien
Auch die Europameisterschaften in Göteborg profitierten vom umfangreichen Pferdesportsponsoring von Longines, das hier als Titelsponsor auftrat. Weitere Hauptsponsoren waren der Versicherungsunternehmen Agria Djurförsäkring AB und Länsförsäkringar, SAAB, Stihl und H&M.
Der paneuropäische Fernsehsender Eurosport 1 übertrug vom 24. bis 27. August täglich eine ein- bis zweistündige Zusammenfassung von Prüfungen von den Europameisterschaften. Das SRF übertrug in der Schweiz per Internet-Livestream vom Springreiten den entscheidenden Umlauf im Nationenpreis und das Einzelfinale. Vom Einzelfinale der Springreiter sendete auch das ZDF etwa 45 Minuten im Rahmen von ZDF SPORTextra.
Live-Übertragungen von allen Disziplinen zeigte der Weltpferdesportverband auf seinem kostenpflichtigen Livestreamportal FEI TV. Für seine Premiummitglieder in Deutschland zeigte zudem der IPTV-Sender ClipMyHorse die Prüfungen im Dressur- und Springreiten live.

## Wettkämpfe

### Zeitplan
Die Eröffnungsfeier stand am Abend des 21. August auf dem Programm. Sportlich ging es schon einige Stunden früher mit den ersten Prüfungen der Para-Dressurreiter los, deren letzte Prüfung bereits am 23. August stattfand. Am 22. August startete das Championat im Dressurreiten, im Springreiten einen Tag später. Als letzte Disziplin kam das Vierspännerfahren am 25. August hinzu. Nach der letzten Entscheidung der Springreiter fand am späten Nachmittag des 26. August eine kurze Abschlussfeier statt.
|                   | 21. Aug.          | 22. Aug. | 23. Aug. | 24. Aug.  | 25. Aug. | 26. Aug.  | 27. Aug.         |
| ----------------- | ----------------- | -------- | -------- | --------- | -------- | --------- | ---------------- |
| Zeremonien        | Eröffnungs- feier |          |          |           |          |           | Abschluss- feier |
| Para-Dressur      | E                 | E/T      | E        |           |          |           |                  |
| Dressur           |                   | E/M      | E/M      |           | E        | E         |                  |
| Springen          |                   |          | E/M      | E/M       | E/M      |           | E                |
| Vierspännerfahren |                   |          |          |           | E/M      | E/M       | E/M              |
| Rahmenprüfungen   |                   |          |          | Dre./Spr. | Spr.     | Dre./Spr. | Spr.             |

Legende:
- Die blauen Felder stehen für Tage mit Prüfungen, die goldenen Felder für den Tag der jeweiligen Entscheidung. Violette Felder zeigen Rahmenprüfungen an.
- E: Prüfung der Einzelwertung
- M: Prüfung der Mannschaftswertung
- Dre.: Rahmenprüfungen für Dressurreiter bis 25 Jahre (CDIU25)
- Spr.: weitere Rahmenprüfungen Springreiten, u. a. für Springreiter bis 25 Jahre (CSIU25-A)

### Dressurreiten der Reiter mit Behinderung (Para-Dressur)
Das Programm der Para-Dressurreiter umfasste jeweils drei Prüfungen, bei denen jeweils Medaillen verliehen wurden. Es wurden somit einschließlich der Mannschaftsprüfung insgesamt elf Medaillensätze vergeben.
Gleich am ersten Tag ab 9:00 fanden die Championshiptests aller fünf Grades statt. In diesen Prüfungen fielen die Entscheidungen um die Einzelwertung, die Medaillen werden pro Grade vergeben. Göteborg war das erste internationale Championat für die Para-Dressurreiter seit der Änderung der Benennung aller Wettkampfklassen (Grades) zu Jahresbeginn.
Am zweiten Turniertag (22. August) wurde die Team-Prüfung ausgetragen, die als Entscheidung um die Mannschaftswertung diente. Auch in der Team-Prüfung wurden für jedes Grade eigene, festgelegte Aufgaben geritten. Das Championat endete für die Para-Dressurreiter einen Tag später mit der Kür, in der die Einzel-Europameister in der Kür der einzelnen Grades ermittelt wurden. Bei der Kür stellten die Reiter die vorgeschriebenen Lektionen individuell zu einer Prüfung zusammen.

#### Einzelwertungen: Championshiptest

##### Grade I
Der Sieg im Championshiptest des Grade I ging unter dem Sattel an einen Paralympics-Sieger von 2016: Die 10-jährige Stute Athene Lindebjerg hatte ein Jahr zuvor mit Sophie Christiansen Gold im Championshiptest des damaligen Grade Ia (nun Grade I) gewonnen. Mit ihrer neuen Reiterin Julie Payne folgte 2017 erneut der Gewinn der Goldmedaille. Payne hatte vormals als Reiterin Distanzritte bestritten, bekam jedoch 2013 die Diagnose Multisystematrophie. In der Prüfung waren 16 Reiter am Start.
Endergebnis:
| Rang | Reiter                     | Pferd             | Prozent  |
| ---- | -------------------------- | ----------------- | -------- |
| 1    | GBR Julie Payne            | Athene Lindebjerg | 77,642 % |
| 2    | GER Elke Philipp           | Regaliz           | 73,428 % |
| 3    | LAT Rihards Snikus         | King of the Dance | 73,321 % |
| 4    | ITA Sara Morganti          | Royal Delight     | 72,250 % |
| 5    | SWE Anita Johnsson         | Dear Friend       | 70,214 % |
|      | …                          |                   |          |
| 12   | AUT Julia Sciancalepore    | Pommery           | 66,392 % |
|      | …                          |                   |          |
| 14   | AUT Michael Martin Knauder | Contessa          | 64,535 % |

##### Grade II
In der Wertung des Grade II, wo sieben Reiter mit ihren Pferden antraten, gewann mit einem Prozent Vorsprung Pepo Puch.
Endergebnis:
| Rang | Reiter                    | Pferd        | Prozent  |
| ---- | ------------------------- | ------------ | -------- |
| 1    | AUT Pepo Puch             | Fontainenoir | 73,382 % |
| 2    | NED Nicole den Dulk       | Wallace      | 72,382 % |
| 3    | DEN Stinna Tange Kaastrup | Smarties     | 72,029 % |
| 4    | FIN Jaana Kivimäki        | Bellilene    | 69,500 % |
| 5    | GER Alina Rosenberg       | Nea's Daboun | 68,470 % |

##### Grade III
Im Championshiptest des Grade III war in Göteborg keiner der Medaillengewinner dieser Prüfung von den Sommer-Paralympics 2016 (damals noch Grade II) am Start. Von den 11 Teilnehmern konnte der Ritt der Britin Suzanna Hext die Richter am meisten überzeugen, sie gewann mit 71,588 Prozent. Die 27-jährige Reiterin, die hier den Bayerischen Warmblutwallach Abira ritt, war früher Vielseitigkeitsreiterin. In Folge eines Sturzes 2012 sind ihr linker Fuß und Knöchel gelähmt.
Die Plätze zwei bis fünf lagen in dieser Prüfung eng beieinander, die übrigen Teilnehmer kamen auf Ergebnisse deutlich unter 70 Prozent.
Endergebnis:
| Rang | Reiter                        | Pferd       | Prozent  |
| ---- | ----------------------------- | ----------- | -------- |
| 1    | GBR Suzanna Hext              | Abira       | 71,588 % |
| 2    | GER Claudia Schmidt           | Romeo Royal | 70,617 % |
| 3    | GBR Erin Frances Orford       | Dior        | 70,382 % |
| 4    | GER Steffen Zeibig            | Feel Good   | 70,352 % |
| 5    | DEN Tobias Thorning Jørgensen | Caribian    | 70,294 % |

##### Grade IV
Die Paralympics-Siegerin des Grade III (nun Grade IV) im Championshiptest, Ann Cathrin Lübbe, kam mit neuem Pferd nur auf den 12. Platz von 16 Startern. Gold ging stattdessen an Sanne Voets, die mit Demantur im Vorjahr mit dem vierten Platz noch knapp an einer Einzelmedaille vorbeigeschrammt war. Erneut ging eine Bronzemedaille an Louise Etzner Jakobsson und Zernard. Das Starterfeld umfasste 16 Reiter und ihre Pferde.
Endergebnis:
| Rang | Reiter                      | Pferd       | Prozent  |
| ---- | --------------------------- | ----------- | -------- |
| 1    | NED Sanne Voets             | Demantur    | 72,353 % |
| 2    | BEL Manon Claeys            | San Dior    | 71,560 % |
| 3    | SWE Louise Etzner Jakobsson | Zernard     | 70,268 % |
| 4    | FRA Jose Letartre           | Swing Royal | 70,243 % |
| 5    | DEN Susanne Jensby Sunesen  | Que Faire   | 69,975 % |
|      | …                           |             |          |
| 9    | AUT Bernd Brugger           | Bellagio    | 67,219 % |
|      | …                           |             |          |
| 11   | SUI Celine van Till         | Amanta      | 65,951 % |

##### Grade V
Im Grade V ging der Sieg im Championshiptest an Frank Hosmar und Alphaville, die in Rio de Janeiro im Vorjahr die Bronzemedaille errungen hatten. Die dortige Siegerin Sophie Wells kam, nun mit Fatal Attraction, auf den Silberrang. Bronze ging in die Schweiz: Die bereits 54-jährige Nicole Geiger bestritt hier nach 2016 ihr zweites Championat im Para-Dressursport. Von einem Sturz 1988 blieb eine Teillähmung der linken Seite und einer verminderten Sensibilität in den Füßen zurück. Dennoch verzichtete sie lange auf den Start im Para-Dressursport. Für die Schweiz war Geigers Bronzemedaille die erste Medaille überhaupt bei einem internationalen Championat dieser Disziplin. Insgesamt zehn Reiter traten in dieser Wettkampfklasse in Göteborg an.
Endergebnis:
| Rang | Reiter                | Pferd             | Prozent  |
| ---- | --------------------- | ----------------- | -------- |
| 1    | NED Frank Hosmar      | Alphaville        | 72,428 % |
| 2    | GBR Sophie Wells      | Fatal Attraction  | 71,785 % |
| 3    | SUI Nicole Geiger     | Phal de Lafayette | 68,619 % |
| 4    | ITA Alessio Corradini | Levinia           | 68,547 % |
| 5    | BEL Michèle George    | Fusion OLD        | 67,595 % |

#### Mannschaftswertung
Anders als bei den Sommer-Paralympics ging bei den Europameisterschaften in Göteborg nur das Ergebnis der Mannschaftsprüfung in die Mannschaftswertung ein. Die Mannschaften bestanden aus je drei oder vier Reitern, jede Nation durfte aus einem Grade maximal zwei Reiter in diesen Wettbewerb entsenden.
Vor dem letzten Reiter einer jeden Nation lag Dänemark in Führung. Doch die letzte britische Reiterin, Julie Payne, kam mit ihrem Ritt auf über 78 Prozent. Damit konnten die 68,853 Prozent von Erin Frances Orford gestrichen werden, Großbritannien gewann ein weiteres Mal die Mannschafts-Goldmedaille im Para-Dressursport. Mit über neun Prozent Rückstand zu Großbritannien verpasste Deutschland eine Medaille. Während Elke Philipp eines der besten Einzelergebnisse erritt, lief es für Alina Rosenberg unglücklich: Ihr Wallach Nea's Daboun erschrak sich in der Mannschaftsprüfung. Infolgedessen verritt sich Rosenberg, die seit dem Flug nach Göteborg von einem grippalen Infekt geplagt wurde. Sie kam auf ein Ergebnis von 67,348 Prozent, welches das Streichergebnis der deutschen Equipe war.
Während die Schweiz in Göteborg nur mit zwei Paradressurreitern am Start war und somit keine Mannschaft stellte, kam Österreich auf den sechsten Rang.
| Platz                                               | Land           | Reiter und Pferde                         | Prozent  |
| 1                                                   | Großbritannien | Großbritannien                            | 223,776  |
| --------------------------------------------------- | -------------- | ----------------------------------------- | -------- |
|                                                     |                | Sophie Wells (Grade V) Fatal Attraction   | 73,581   |
| Erin Frances Orford (Grade III) Dior                | (68,853)       |                                           |          |
| Suzanna Hext (Grade III) Abira                      | 72,088         |                                           |          |
| Julie Payne (Grade I) Athene Lindebjerg             | 78,107         |                                           |          |
| 2                                                   | Dänemark       | Dänemark                                  | 220,351  |
|                                                     |                | Stinna Tange Kaastrup (Grade II) Smarties | 74,000   |
| Annika Lykke Dalskov Risum (Grade IV) Aros a Fenris | (71,350)       |                                           |          |
| Tobias Thorning Jørgensen (Grade III) Caribian      | 72,176         |                                           |          |
| Susanne Jensby Sunesen (Grade IV) Que Faire         | 74,175         |                                           |          |
| 3                                                   | Niederlande    | Niederlande                               | 216,965  |
|                                                     |                | Frank Hosmar (Grade V) Alphaville         | 73,360   |
| Nicole den Dulk (Grade II) Wallace                  | 73,030         |                                           |          |
| Lotte Krijnsen (Grade IV) Rosenstolz                | (67,825)       |                                           |          |
| Sanne Voets (Grade IV) Demantur                     | 70,575         |                                           |          |
| 4                                                   | Deutschland    | Deutschland                               | 214,536  |
|                                                     |                | Alina Rosenberg (Grade II) Nea's Daboun   | (67,348) |
| Steffen Zeibig (Grade III) Feel Good                | 70,911         |                                           |          |
| Claudia Schmidt (Grade III) Romeo Royal             | 68,911         |                                           |          |
| Elke Philipp (Grade I) Regaliz                      | 74,714         |                                           |          |
| 5                                                   | Italien        | Italien                                   | 209,866  |
|                                                     |                | Alessio Corradini (Grade IV) Levinia      | 67,674   |
| Francesca Salvade (Grade III) Muggel                | 67,764         |                                           |          |
| Federico Lunghi (Grade IV) Laudario                 | (60,275)       |                                           |          |
| Sara Morganti (Grade I) Royal Delight               | 74,428         |                                           |          |
| 6                                                   | Österreich     | Österreich                                | 209,782  |
|                                                     |                | Pepo Puch (Grade II) Fontainenoir         | 73,818   |
| Bernd Brugger (Grade IV) Bellagio                   | 68,250         |                                           |          |
| Julia Sciancalepore (Grade I) Pommery               | (66,107)       |                                           |          |
| Michael Martin Knauder (Grade I) Contessa           | 67,714         |                                           |          |
| 7                                                   | Belgien        | Belgien                                   | 209,728  |
| 8                                                   | Schweden       | Schweden                                  | 206,845  |
| 9                                                   | Finnland       | Finnland                                  | 204,882  |
| 10                                                  | Frankreich     | Frankreich                                | 204,683  |
| 11                                                  | Norwegen       | Norwegen                                  | 203,683  |
| 12                                                  | Russland       | Russland                                  | 196,984  |
| 13                                                  | Polen          | Polen                                     | 188,533  |

#### Einzelwertungen: Kür
In den Küren waren je Grade noch acht Reiter am Start.

##### Grade I
Trotz Noten von nur um die 6,5 herum bei den Schlangenlinien kam Julie Payne auf über 80 Prozent und gewann damit mit Athene Lindebjerg erneut die Goldmedaille. Auf den weiteren Medaillenrängen tauschten Elke Philipp und Rihards Snikus im Vergleich zum Championshiptest die Plätze.
Endergebnis:
| Rang | Reiter                | Pferd             | Prozent  |
| ---- | --------------------- | ----------------- | -------- |
| 1    | GBR Julie Payne       | Athene Lindebjerg | 80,393 % |
| 2    | LAT Rihards Snikus    | King of the Dance | 77,360 % |
| 3    | GER Elke Philipp      | Regaliz           | 76,433 % |
| 4    | ITA Sara Morganti     | Royal Delight     | 75,380 % |
| 5    | FIN Katja Karjalainen | Dr. Doolittle     | 73,200 % |

##### Grade II
Unregelmäßigkeiten im Gang führten dazu, dass Fontainenoir die Verfassungsprüfung vor der Kür nicht bestand. Pepo Puch konnte damit die Prüfung nicht bestreiten. Gold ging an die Drittplatzierte des Championshiptests, Stinna Kaastrup, mit knapper Führung von Nicole den Dulk. Alina Rosenberg errang die Bronzemedaille, jedoch schon mit über fünf Prozent Rückstand zu Silber.
Endergebnis:
| Rang | Reiter                    | Pferd        | Prozent  |
| ---- | ------------------------- | ------------ | -------- |
| 1    | DEN Stinna Tange Kaastrup | Smarties     | 77,060 % |
| 2    | NED Nicole den Dulk       | Wallace      | 76,720 % |
| 3    | GER Alina Rosenberg       | Nea's Daboun | 71,413 % |
| 4    | FIN Jaana Kivimäki        | Bellilene    | 69,907 % |
| 5    | FRA Celine Gerny          | Landiro      | 69,867 % |

##### Grade III
In der Kür des Grade III war die Entscheidung um die Medaillen eng: Suzanna Hext sicherte sich wie im Championshiptest die Spitzenposition. Steffen Zeibig folgte mit 0,234 Prozentpunkten dahinter. Claudia Schmidt hingegen, die zwei Tage zuvor noch Silber gewonnen hatte, kam nur auf Rang sechs.
Endergebnis:
| Rang | Reiter                        | Pferd       | Prozent  |
| ---- | ----------------------------- | ----------- | -------- |
| 1    | GBR Suzanna Hext              | Abira       | 76,407 % |
| 2    | GER Steffen Zeibig            | Feel Good   | 76,173 % |
| 3    | DEN Tobias Thorning Jørgensen | Caribian    | 76,127 % |
| 4    | GBR Erin Frances Orford       | Dior        | 73,060 % |
| 5    | SWE Felicia Grimmenhag        | Tarot E     | 72,407 % |
| 6    | GER Claudia Schmidt           | Romeo Royal | 71,793 % |

##### Grade IV
Klare Siegerin in der Kür des Grade IV war Susanne Jensby Sunesen mit 2,7 Prozent Vorsprung. Auch die weiteren Ränge waren im Vergleich zum Championshiptest komplett durchgetauscht, die dortige Siegerin Sanne Voets kam mit Demantur nun auf den dritten Rang.
Endergebnis:
| Rang | Reiter                         | Pferd         | Prozent  |
| ---- | ------------------------------ | ------------- | -------- |
| 1    | DEN Susanne Jensby Sunesen     | Que Faire     | 72,353 % |
| 2    | SWE Louise Etzner Jakobsson    | Zernard       | 71,560 % |
| 3    | NED Sanne Voets                | Demantur      | 70,268 % |
| 4    | BEL Manon Claeys               | San Dior      | 70,243 % |
| 5    | DEN Annika Lykke Dalskov Risum | Aros A Fenris | 71,700 % |

##### Grade V
Im Grade V waren die Gold- und Silbermedaillengewinner im Vergleich zur Rangierung des Championshiptests vertauscht, Sophie Wells und Fatal Attraction gewannen Gold. Der Bronzerang ging erneut an die Schweizerin Nicole Geiger.
Endergebnis:
| Rang | Reiter                | Pferd             | Prozent  |
| ---- | --------------------- | ----------------- | -------- |
| 1    | GBR Sophie Wells      | Fatal Attraction  | 78,350 % |
| 2    | NED Frank Hosmar      | Alphaville        | 76,955 % |
| 3    | SUI Nicole Geiger     | Phal de Lafayette | 71,310 % |
| 4    | ITA Alessio Corradini | Levinia           | 69,065 % |
| 5    | SWE Lena Malmström    | Hotdream Que      | 68,150 % |

### Dressur
Für alle an den Europameisterschaften teilnehmenden Dressurreiter stand als erste Prüfung der Grand Prix de Dressage auf dem Programm. Dieser wurde auf zwei Tage verteilt am 22. und 23. August ausgerichtet. Alle Nationen, die eine Mannschaft qualifiziert hatten, konnten jeweils vier Dressurreiter mit je einem Pferd nach Göteborg entsenden. Jede Equipe umfasste drei oder vier Reiter einer Nation, von denen die drei besten Ergebnisse in die Mannschaftswertung eingingen. Die Mannschaftsmedaillen wurden anhand dieser Mannschaftswertung vergeben.
Neben der Mannschaftswertung diente der Grand Prix de Dressage auch als Qualifikationsprüfung für die Einzelwertung. In der nächsten Championatsprüfung der Dressurreiter, dem Grand Prix Spécial am 25. August, sind noch die 30 besten Teilnehmer des Grand Prix de Dressage startberechtigt. In dieser Prüfung werden die ersten drei Einzelmedaillen in der Dressur vergeben.
Die Reiter, die auf die Plätze eins bis 15 der Einzelwertung des Grand Prix Spécial kommen, qualifizieren sich für die Grand Prix Kür am Samstag (26. August). Soweit aus einer oder mehreren Nationen mehr als drei Reiter unter die Top 15 des Grand Prix Spécial kommen, so ist der jeweils niedrigstplatzierte (vierte) Reiter der jeweiligen Nation nicht an der Grand Prix Kür startberechtigt. Hierfür würde dann nach der Platzierung des Grand Prix Spécial jeweils ein anderer Reiter nachrücken. Ausschließlich anhand des Ergebnisses dieser Prüfung werden die Einzelmedaillen der Grand Prix Kür vergeben.

#### Mannschaftswertung
Die Niederlande und Großbritannien, sonst stets Medaillenfavoriten im Dressursport, gingen geschwächt in die Europameisterschaften: Gut eine Woche vor Start der Wettbewerbe hatte sich Johnson, der Hengst von Hans Peter Minderhoud, ein Hufeisen abgetreten und sich dabei eine Verletzung zugezogen. Für ihn waren zunächst Emmelie Scholtens und Apache als Nachrücker vorgesehen gewesen, doch auch hier verletzte sich das Pferd. An ihrer Stelle kam Patrick van der Meer mit Uzzo in Göteborg zum Zuge. Während die Niederländer so noch eine vollständige Vier-Reiter-Equipe aufbieten konnten, gelang dies Großbritannien nicht. Während Emile Faurie aufgrund einer Verletzung noch rechtzeitig vor Beginn der Europameisterschaften auf sein zweites Grand-Prix-Pferd Lollipop zurückgreifen konnte, wurde beim Pferd von Gareth Hughes erst in Göteborg eine Verletzung festgestellt.
Deutschland war für den Grand Prix der jeweils letzte Startplatz zugelost worden. Helen Langehanenberg bestätigte die Nominierung für ihr erstes Championat seit 2014 und kam mit Damsey FRH auf fast 75 Prozent – klar bestes Ergebnis der ersten Reiter einer jeden Mannschaft. Den ersten Tag des Grand Prix schlossen Dorothee Schneider und Sammy Davis Jr. mit 74,586 Prozent ab, womit die deutschen Reiterinnen nach dem ersten Tag klar in Führung lagen.
Am zweiten Grand-Prix-Tag gingen auch die stärkeren Paare der anderen Nationen an den Start. Therese Nilshagen als dritte schwedische Reiterin zeigte mit Dante Weltino OLD bei ihrem ersten internationalen Championat eine Leistung, die mit 74,429 Prozent belohnt wurde und ihr den zwischenzeitlich dritten Rang brachte. Sönke Rothenberger und Cosmo starten mit sehr hohen Noten in die Prüfung. Das Zwischenergebnis lag bei über 80 Prozent, als sich Cosmo kurz vor dem Halten und Rückwärtsrichten erschrak. Ansonsten drückte nur ein Fehler in den Einerwechseln nochmals die Note, 78,343 Prozent bedeutete die klare Führung.
Während kein niederländischer Reiter unter die besten Zehn kam, gelang dies Großbritannien mit ihrem zu diesem Zeitpunkt stärksten Paar im Dressursport: Carl Hester hatte einige Tage zuvor einen Hörsturz erlitten. Dennoch kamen die Weltranglistendritten, Hester und Nip Tuck, immerhin noch auf 74,900 Prozent und setzten sich damit zwischen Schneider und Langehanenberg. Doch auch dieses Ergebnis konnte die Briten nicht mehr auf Medaillenkurs bringen. Auf diesem waren stattdessen skandinavischen Mannschaften: Patrik Kittel als drittletzter Starter brachte Schweden kurzzeitig auf Rang zwei. Nach ihm folgte Cathrine Dufour. Die 25-jährige Dänin hatte bereits beim Nationenpreis in Aachen diese Saison eines der besten Grand Prix-Ergebnisse im Starterfeld erreicht, und dies gelang ihr auch in Göteborg: Mit Cassidy kam sie erstmals in einem international ausgeschriebenen Grand Prix über 78 Prozent und sicherte Dänemark damit die Silbermedaille. Die Mannschaftswertung war damit entschieden, bereits nach drei Reitern lag Deutschland uneinholbar in Führung. Isabell Werth und Weihegold OLD als letzte Starter konnten dieses Ergebnis noch wertnotenmäßig erhöhen, mit über fünf Prozent Vorsprung lieferten sie klar das beste Resultat des Tages.
Auch die Schweiz und Österreich hatten jeweils vier Reiter in den Dressurnationenpreis entsandt. Die zweite Schweizer Starterin, Charlotte Lenherr, wurde während ihres Rittes abgeklingelt, da am Maul ihres Pferdes Blut festgestellt wurde. Auch wenn keine aktive Blutung festzustellen war, brachte dies den Ausschluss. Dennoch reichten die Ergebnisse ihrer Equipekollegen für den achten Rang. Knapp dahinter auf Platz neun kamen die vier Vertreter Österreichs.
| Platz                                     | Land            | Reiter und Pferde                        | Prozent  |
| 1                                         | Deutschland     | Deutschland                              | 237,072  |
| ----------------------------------------- | --------------- | ---------------------------------------- | -------- |
|                                           |                 | Helen Langehanenberg mit Damsey FRH      | 74,986   |
| Dorothee Schneider mit Sammy Davis Jr.    | (74,586)        |                                          |          |
| Sönke Rothenberger mit Cosmo              | 78,343          |                                          |          |
| Isabell Werth mit Weihegold OLD           | 83,743          |                                          |          |
| 2                                         | Dänemark        | Dänemark                                 | 224,643  |
|                                           |                 | Agnete Kirk Thinggaard mit Jojo          | (70,629) |
| Anna Zibrandtsen mit Arlando              | 72,957          |                                          |          |
| Anna Kasprzak mit Donnperignon            | 73,386          |                                          |          |
| Cathrine Dufour mit Cassidy               | 78,300          |                                          |          |
| 3                                         | Schweden        | Schweden                                 | 221,143  |
|                                           |                 | Rose Mathisen mit Zuidenwind             | (69,914) |
| Tinne Vilhelmson Silfvén mit Paridon Magi | 72,857          |                                          |          |
| Therese Nilshagen mit Dante Weltino OLD   | 74,429          |                                          |          |
| Patrik Kittel mit Delaunay                | 73,857          |                                          |          |
| 4                                         | Großbritannien  | Großbritannien                           | 219,272  |
|                                           |                 | Emile Faurie mit Lollipop                | 72,286   |
| Spencer Wilton mit Super Nova II          | 72,086          |                                          |          |
| Carl Hester mit Nip Tuck                  | 74,900          |                                          |          |
| 5                                         | Niederlande     | Niederlande                              | 216,628  |
|                                           |                 | Patrick van der Meer mit Zippo           | (71,114) |
| Diederik van Silfhout mit Four Seasons    | 72,528          |                                          |          |
| Madeleine Witte-Vrees mit Cennin          | 71,643          |                                          |          |
| Edward Gal mit Voice                      | 72,457          |                                          |          |
| 6                                         | Portugal        | Portugal                                 | 210,656  |
|                                           |                 | Vasco Mira Godinho mit Bariloche         | (66,357) |
| Boaventura Freire mit Sai Baba Plus       | 67,214          |                                          |          |
| Maria Caetano mit Coroado                 | 70,842          |                                          |          |
| Daniel Pinto mit Santurion de Massa       | 72,600          |                                          |          |
| 7                                         | Spanien         | Spanien                                  | 210,185  |
|                                           |                 | Cristóbal Belmonte Roldán mit Diavolo II | (65,443) |
| Jordi Domingo Coll mit Mango Statesman    | 68,571          |                                          |          |
| Claudio Castilla Ruiz mit Alcaide         | 69,228          |                                          |          |
| Severo Jurado López mit Deep Impact       | 72,386          |                                          |          |
| 8                                         | Schweiz         | Schweiz                                  | 205,199  |
|                                           |                 | Anna-Mengia Aerne mit Raffaelo v. Bene   | 68,671   |
| Charlotte Lenherr mit Darko of de Niro    | (ausgeschieden) |                                          |          |
| Antonella Joannou mit Dandy de la Roche   | 67,671          |                                          |          |
| Marcela Krinke Susmelj mit Molberg        | 68,857          |                                          |          |
| 9                                         | Österreich      | Österreich                               | 204,942  |
|                                           |                 | Christian Schumach mit Picardo           | (66,957) |
| Astrid Neumayer mit Rodriguez             | 67,071          |                                          |          |
| Belinda Weinbauer mit Söhnlein Brilliant  | 70,328          |                                          |          |
| Victoria Max-Theurer mit Blind Date       | 67,543          |                                          |          |
| 10                                        | Frankreich      | Frankreich                               | 204,127  |
| 11                                        | Russland        | Russland                                 | 200,185  |
| 12                                        | Polen           | Polen                                    | 198,413  |
| 13                                        | Finnland        | Finnland                                 | 195,514  |
| 14                                        | Ungarn          | Ungarn                                   | 195,014  |
| 15                                        | Ukraine         | Ukraine                                  | 190,129  |
| 16                                        | Belarus         | Belarus                                  | 189,213  |

#### Einzelwertung: Grand Prix Spécial
Mit einer starken Trabtour startete Spencer Wilton mit Supa Nova II seine Prüfung. Galopppirouette und Einerwechsel gelangen nicht wie gewünscht und drückten die Note, dennoch brachte ihn das Gesamtergebnis von 76,078 Prozent zunächst deutlich in Führung. Madeleine Witte-Vrees und der jetzt 10-jährige Cennin hatten in der Wintersaison überzeugen können. In Göteborg im Grand Prix Spécial unterlief ihnen beim versammelten Galopp ein teurer Fehler, der Hengst galoppierte auf der falschen Hand an (alle Reiter gaben für die Lektion eine 4,0). Ansonsten gab es überwiegend Noten im Bereich von 7,5 bzw. 8,0, Endnote 74,636 Prozent.
Die bei Klaus Balkenhol trainierende Schwedin Therese Nilshagen konnte die Richter mit Dante Weltino mit einem fehlerfreien Ritt überzeugen: Durchgängig Noten von 7,5 bzw. 8,0, aber auch erste Neunen bei den Lektion sowie mehrere Mal die 9,0 in den Schlussnoten brachten nun sie mit 78,585 Prozent klar in Führung. Teurere Fehler schlichen sich bei Dorothee Schneider und Sammy Davis Jr. zum Ende der Prüfung hin ein: Die Galopppirouette bekam nur Noten zwischen 3,0 und 5,0, Abstimmungsprobleme zeigten sich in der letzten Piaffe, das Schlussergebnis betrug 73,249 Prozent. Unerwartet nach dieser Note wurden sie jedoch nicht das schlechtest bewertete deutsche Paar: Helen Langehanenbergs Pferd Damsey piaffierte nicht an, als dies erstmals in der Aufgabe gefordert war. Auf einen vermehrten Sporeneinsatz hin schlug der Hengst nach hinten aus. Bis die beiden wieder zusammenfanden, war die Piaffe-Passage-Tour bereits vorbei, die Zwischennote war inzwischen auf 63 Prozent gesunken. Bis zur Endnote konnte sich Langehanenberg wieder auf 70,756 Prozent hocharbeiten, doch von einer Qualifikation für die Grand Prix Kür waren sie damit weit entfernt.
Als Nächstes waren die Favoriten auf den Sieg, Isabell Werth und Weihegold OLD, am Start. Sie erfüllten die Erwartungen, 83,613 Prozent lautete das Ergebnis. Ebenso eine Topleistung zeigten sich Cathrine Dufour und Cassidy. Vier Jahre nach ihrem gemeinsamen Sieg bei den Europameisterschaften der Jungen Reiter verpasste sie in Göteborg nur knapp die 80 Prozent. Dies sollte am Ende der dritte Rang sein, vor sie schob sich Sönke Rothenberger mit Cosmo. Nachdem es anfänglich in der Schritttour nur Noten um 7,0 herum gab, konnte das Paar der Richtern in der Einer- und Zweierwechseln mehrfach die Note 10,0 entlocken. Nur noch ein Fehler im starken Trab unterbrach die hoch bewerteten Lektionen. 82,479 Prozent brachten Rothenberger die Silbermedaille ein, der Chefrichter bei C hatte ihn mit über 85 Prozent sogar vor Isabell Werth gesehen.
| Rang | Reiter                   | Pferd              | Prozent       |
| ---- | ------------------------ | ------------------ | ------------- |
| 1    | Isabell Werth            | Weihegold OLD      | 83,613 %      |
| 2    | Sönke Rothenberger       | Cosmo              | 82,479 %      |
| 3    | Cathrine Dufour          | Cassidy            | 79,762 %      |
| 4    | Therese Nilshagen        | Dante Weltino OLD  | 78,585 %      |
| 5    | Carl Hester              | Nip Tuck           | 76,723 %      |
| 6    | Spencer Wilton           | Super Nova II      | 76,078 %      |
| 7    | Patrik Kittel            | Delaunay           | 75,490 %      |
| 8    | Anna Kasprzak            | Donnperignon       | 74,986 %      |
| 9    | Madeleine Witte-Vrees    | Cennin             | 74,636 %      |
| 10   | Tinne Vilhelmson Silfvén | Paridon Magi       | 74,230 %      |
| 11   | Anna Zibrandtsen         | Arlando            | 73,333 %      |
| 12   | Dorothee Schneider       | Sammy Davis Jr.    | 73,249 %      |
|      | …                        |                    |               |
| 17   | Belinda Weinbauer        | Söhnlein Brilliant | 74,232 %      |
|      | …                        |                    |               |
| 21   | Helen Langehanenberg     | Damsey FRH         | 70,756 %      |
|      | …                        |                    |               |
| 26   | Marcela Krinke Susmelj   | Molberg            | 68,882 %      |
|      | …                        |                    |               |
| –    | Anna-Mengia Aerne        | Raffaelo v. Bene   | ausgeschieden |

#### Einzelwertung: Grand Prix Kür
Zwei Nationen hätten aufgrund ihres Ergebnisses im Grand Prix Spécial vier Reiter für die Finalprüfung der besten 15 Reiter qualifiziert gehabt: Schweden und Dänemark. Wegen des Reglements konnten Rose Mathisen und Agnete Kirk Thinggaard als jeweils niedrigst platzierte Reiter ihrer Nation nicht an den Start gehen, es rückten Severo Jesus Jurado Lopez und Belinda Weinbauer in das Starterfeld nach.
Vor den letzten fünf Reitern in der Kür lagen die bisher Führenden dicht beieinander: Zwischen der Erstplatzierten Anna Zibrandtsen und Patrik Kittel auf Rang vier des Zwischenstandes lagen nur 0,479 Prozent. Diese vier Reiter hatten jeweils Noten im 77-Prozent-Bereich erhalten. Für die nächste Starterin, Therese Nilshagen, und für ihren Hengst Dante Weltino war die Kür in Göteborg jeweils erst die dritte Grand Prix Kür in ihrer Karriere. Sie meisterten dies mit Bravour, knapp über 80 Prozent gaben die Richter hierfür.
Es folgte die Kür von Carl Hester und Nip Tuck. Hester startete gleich mit einer höchst schwierigen Mittellinie: Zunächst ritt er Piaffen und Passagen einschließlich einer Piaffe-Pirouette, wechselte dann in den Galopp, um eine doppelte Galopppirouette noch auf der Mittellinie zu reiten. Nur im starken Trab bekam er mäßige Noten, das Gesamtergebnis betrug 80,614 Prozent. Cathrine Dufour erhöhte mit Cassidy nochmals das Leistungsniveau: Keine Lektion mit einer Note unter einer Sieben und B-Noten zwischen 85 und 90 Prozent ergaben eine Gesamtwertung von 84,561 Prozent.
Während Sönke Rothenberger und Cosmo bei den Olympischen Spielen gut zwölf Monate zuvor nur das niedrigst platzierte deutsche Paar im Grand Prix Special gewesen waren und damit nicht in der Kür starten durften, zählten sie nun nach der Silbermedaille am Vortag zu den Favoriten. Diesem Anspruch konnten sie standhalten: Mehrfach gaben die Richter die Bestnote zehn, sowohl in der A-Note als auch in der B-Note. Ein Fehler unterlief bei den Einerwechseln, als Cosmo ein Mal am Ende nicht umsprang, dies schlug sich jedoch nur gering in der Lektionsnote nieder. Am Ende stand ein Endergebnis von 90,614 Prozent – zum ersten Mal knackte Rothenberger damit auf Grand Prix-Niveau die 90-Prozent-Marke.
Damit stand nun Isabell Werth unter Druck: Auch sie musste nun mit Weihegold OLD in den Bereich ihres individuellen Bestergebnisses kommen, um Gold zu gewinnen. Höhepunkt des Rittes waren die Piaffe-Passage-Touren, bei diesen Lektionen und den zugehörigen Übergängen gab kein Richter weniger als eine neun als Wertnote, einige Male wurde auch die zehn gegeben. Die Entscheidung war äußerst knapp: Zwei der Richter sahen Rothenberger vorne, fünf gaben Werth den Vorzug. Der Unterschied im Gesamtresultat lag letztlich bei 0,368 Prozent, Isabell Werth errang ihre erste Kür-Goldmedaille bei einer Europameisterschaft.
| Rang | Reiter                   | Pferd              | Prozent  |
| ---- | ------------------------ | ------------------ | -------- |
| 1    | Isabell Werth            | Weihegold OLD      | 90,982 % |
| 2    | Sönke Rothenberger       | Cosmo              | 90,614 % |
| 3    | Cathrine Dufour          | Cassidy            | 84,561 % |
| 4    | Carl Hester              | Nip Tuck           | 80,614 % |
| 5    | Therese Nilshagen        | Dante Weltino OLD  | 80,411 % |
| 6    | Anna Zibrandtsen         | Arlando            | 77,829 % |
| 7    | Anna Kasprzak            | Donnperignon       | 77,696 % |
| 8    | Madeleine Witte-Vrees    | Cennin             | 77,511 % |
| 9    | Patrik Kittel            | Delaunay           | 77,350 % |
| 10   | Tinne Vilhelmson Silfvén | Paridon Magi       | 76,789 % |
| 11   | Dorothee Schneider       | Sammy Davis Jr.    | 76,289 % |
| 12   | Severo Jurado López      | Deep Impact        | 75,675 % |
| 13   | Spencer Wilton           | Super Nova II      | 75,443 % |
| 14   | Belinda Weinbauer        | Söhnlein Brilliant | 74,232 % |
| 15   | Diederik van Silfhout    | Four Seasons       | 72,657 % |

### Springen
Das Aufgebot der Nationen konnte jeweils fünf Springreiter mit je einem Pferd umfassen, wobei dann ein Paar als Reserve diente und (soweit kein anderer Reiter oder Pferd seiner Nation vor Beginn des Zeitspringens ausfiel) nicht an den Wettbewerben teilnahm. Nationen, die keine Mannschaft entsandten, konnten Einzelreiter an den Start bringen.
Wie bei Championaten im Springreiten üblich, stand als erste Prüfung im Springreiten ein Zeitspringen auf dem Programm. Diese Prüfung am 23. August diente als erste Wertungsprüfung für die Einzel- und Mannschaftswertung. Der Gewinner des Zeitspringens wurden nach Abschluss der Prüfung mit null Strafpunkten gewertet. Der Zeitunterschied zwischen dem Sieger und den weiteren Reitern wurde mit 0,5 multipliziert und ergab somit deren Anzahl an Strafpunkten.
Am Folgetag stand der erste Umlauf des Nationenpreises an, der zweite Umlauf folgte am Abend des 25. August. Der Nationenpreis wurde als Springprüfung mit zwei Umläufen ausgetragen. Dabei wurde das umgerechnete Ergebnis der Zeitspringprüfung mit in die Wertung genommen. Der zweite Umlauf der Prüfung wird über einen veränderten Parcours ausgetragen. Startberechtigt sind nur noch die zehn besten Mannschaften der Gesamtwertung, sowie weitere Reiter, die sich noch unter den besten 50 der Einzelwertung befinden. Hier fällt die Entscheidung der Mannschaftswertung (Addition aus der Zeitspringprüfung und beiden Umläufen des Nationenpreises). Würden nach dem zweiten Umlauf zwei oder mehr Mannschaften strafpunktgleich auf dem ersten Platz liegen, wäre ein Stechen für die Vergabe der Goldmedaille erforderlich.
Das Starterfeld reduziert sich vor der dritten, finalen Prüfung der Einzelwertung (einer Springprüfung mit zwei Umläufen) nochmals: Nur noch die bisher besten 25 Teilnehmerpaare dürfen hier an den Start gehen. Die bisherigen Strafpunkte werden beibehalten. Die Gesamtwertung der Einzelwertung umfasst alle drei Championatsprüfungen mit zusammen fünf Ritten pro Reiter. Auch hier kann, soweit sich mehrere Reiter nach der Finalprüfung in der Gesamtwertung punktgleich auf Platz eins befinden, ein Stechen um Gold erforderlich sein.

#### Zwischenstand nach dem Zeitspringen
Belgien musste von seinem fünften Reiter Gebrauch machen: Beim Trainingsspringen am Tag vor Beginn der Springreitwettbewerbe stürzte Olivier Philippaerts bei einer Verweigerung seines Pferdes. Philippaerts hielt sich dabei am Zügel fest, seine Stute machte einen Satz nach hinten und kugelte ihm dabei die Schulter aus. Jérôme Guery rückte für ihn in die Mannschaft nach.
Das Zeitspringen begann bereits vor 9 Uhr morgens, da das Stadion am Nachmittag bereits wieder für den Dressur-Nationenpreis genutzt wurde. Die Sonne stand zum Zeitpunkt des Starts der ersten Reiter tief, warf lange Schatten und blendete im Wassergraben. Unter diesen erschwerten Bedingungen fehlte Maurice Tebbel als erstem deutschen Reiter das nötige Glück, acht Strafpunkte schlugen für ihn und Chacco's Son zu Buche. Durch ein vergleichbares Ergebnis von Laura Klaphake kamen trotz Streichergebnis umgerechnet 11,52 Strafpunkte für die deutsche Equipe zusammen, was Rang sieben bedeutete. Einen Platz davor kam Österreich mit eher langsamen Ritten, aber nur insgesamt zwei Abwürfen. An der Spitze des Feldes lagen Schweden, Frankreich und in Führung die Schweiz. Zwischen den drei Mannschaften lagen umgerechnet nur etwa zwei Strafpunkte.
In der Einzelwertung lagen die Einzel-Silbermedaillengewinner der Olympischen Spiele 2016, Peder Fredricson und All In, in Führung. Etwas über eine Sekunde langsamer war Marcus Ehning mit Pret A Tout gewesen und lag damit auf dem zweiten Platz in der Zwischenwertung.

#### Zwischenstand nach dem zweiten Umlauf
Das Starterfeld am ersten Tag des Nationenpreises (zweite Wertungsprüfung Mannschaftswertung) wurde in drei Teile aufgeteilt: Zunächst traten die Einzelreiter an, dann folgten die bis hierhin auf Platz 11 bis 17 platzierten Mannschaften, bevor dann zum Schluss die besten zehn Equipen gegeneinander antraten. Die Niederländer, 2015 noch Europameister, hatten nach dem Zeitspringen mit umgerechnet 14,53 Strafpunkten nur auf Rang zwölf gelegen. In diesem zweiten Umlauf waren sie klar die beste Equipe der ersten Mannschaftengruppe. Von den übrigen Nationen dieser Gruppe war kein einziger Reiter ohne Fehler geblieben.
Aus der zweiten Mannschaftengruppe war auch Portugal den Anforderungen des Springkurses nicht gewachsen, Ausnahme war die auch in der Einzelwertung aussichtsreich liegende Luciana Diniz. Damit verlor Portugal seinen Platz unter den besten zehn nach dieser Prüfung, die Niederlande hingegen qualifizierten sich für den dritten Umlauf der besten zehn Mannschaften am Folgetag. Für Österreich beendete Roland Englbrecht den zweiten Umlauf mit 38 Strafpunkten. Doch sein Ergebnis blieb des Streichresultat, mit Rang neun qualifizierte man sich ebenso für den Folgetag. Frankreich rutschte aufgrund von 18 Strafpunkten von Rang zwei auf Rang acht ab. Deutschland konnte zwei Nullrunden von Marcus Ehning und Laura Klaphake verzeichnen, ergänzt um vier Strafpunkte von Philipp Weishaupt fand man sich auf Rang sechs. Die Schweizer verloren ihre Führung an Schweden, blieben aber noch vor den nun drittplatzierten Iren. Deren zweiter Reiter Bertram Allen hatte wenig Glück: Sein Pferd Hector van d'Abdijhoeve verweigerte zunächst vor einem Oxer, übersprang diesen im zweiten Anlauf, jedoch so unglücklich, dass Allen dabei vom Pferd stürzte und ausschied.
Nach dem zweiten Umlauf lag in der Einzelwertung weiterhin Peder Fredricson vor Marcus Ehning in Führung. Ein Hindernisfehler ließ Steve Guerdat und Bianca von Rang vier auf den 20. Platz zurückfallen.

#### Mannschaftswertung
Nach 15 Einzelreitern gingen am Freitagabend dann auch die Reiter der verbliebenen Mannschaften in den letzten Umlauf um die Mannschaftsentscheidung. Dieser Umlauf fand unter Flutlicht statt. Der Parcours enthielt keinen Wassergraben mehr. Die erlaubte Zeit war mit 84 Sekunden eng gewählt und auch der Springparcours hatte Championatsformat. Nur bedingt diesem Anspruch gewachsen war die österreichische Equipe: Für Roland Englbrecht als erstem Reiter verlief auch dieser Umlauf nicht glücklich, er gab auf. Julia Houtzager-Kayser hatte mit Cayetano Z bis hierhin noch aussichtsreich auch in der Einzelwertung gelegen, doch 20 Strafpunkte machten die verbliebenen Hoffnungen auf ein gutes Abschneiden zunichte. Christian Rhomberg und Max Kühner zeigten noch gute Ritte, doch mit über 50 Strafpunkten aus drei Runden kam Österreich nur auf den letzten der zehn Plätze dieses Abends.
Die Niederländer nutzten ihre Chance und arbeiteten sich in diesem Umlauf auf Rang sechs vor. Italien musste im Gegenzug bereits bei seinen ersten beiden Reitern zehn und neun Strafpunkte verzeichnen. Alberto Zorzi blieb zwar ohne Fehler, doch auch für Lorenzo de Luca lief es nicht gut: Nach acht Strafpunkten sah er keinen Sinn mehr in der Fortsetzung des Parcours und gab auf. Hiervon profitierte die deutsche Mannschaft: Nach vier, fünf und acht Strafpunkten waren auch hier die letzten Hoffnungen auf eine Medaille vergangen, man lag zwischenzeitlich auf Rang sechs. De Lucas Aufgabe und eine fehlerfreie Runde für Philipp Weishaupt führten zum Endergebnis: Rang fünf.
An der Spitze des Feldes ließen fehlende Streichergebnisse jeden Fehler entscheidend werden: Irland war nach dem Sturz von Bertram Allen nur noch zu dritt am Start, Schwedens zweite Reiterin Malin Baryard-Johnsson gab ihren Ritt in diesem Umlauf auf. Weitere acht Strafpunkte von Douglas Lindelöw ließen Schweden sogar aus den Medaillenrängen rutschen. Auch die Schweiz vergab durch Abwürfe von Nadja Peter Steiner und Romain Duguet die Chance auf die Goldmedaille. Somit lag nun Irland in Führung.
Die letzten Reiter brachten die Entscheidung: Gregory Wathelet kam für Belgien auf vier Strafpunkte, damit war in diesem Umlauf für Belgien nur Pieter Devos ohne Fehler geblieben. Cian O’Connor hätte sich einen Hindernisfehler erlauben können, doch er blieb wie Shane Sweetnam und Denis Lynch zuvor ohne Fehler. Damit war das zweite Europameisterschafts-Mannschaftsgold nach 2001 für die Iren sicher. Steve Guerdat hatte mit Bianca vier Strafpunkte, die Schweiz rutschte damit auf Rang drei. Peder Fredricson kam auch im dritten Umlauf mit All In ohne Strafpunkte in das Ziel, Schweden belegte somit vor heimischen Publikum den Silberrang.
| Platz                                           | Land        | Reiter und Pferde                          | Strafpunkte       | Strafpunkte             | Strafpunkte             | Strafpunkte |
| Platz                                           | Land        | Reiter und Pferde                          | Zeitspringen      | Nationenpreis 1. Umlauf | Nationenpreis 2. Umlauf | Gesamt      |
| 1                                               | Irland      | Irland                                     | 8,11              | 4                       | 0                       | 12,11       |
| ----------------------------------------------- | ----------- | ------------------------------------------ | ----------------- | ----------------------- | ----------------------- | ----------- |
|                                                 |             | Shane Sweetnam mit Chaqui Z                | 2,10              | 0                       | 0                       |             |
| Bertram Allen mit Hector van d'Abdijhoeve       | (7,85)      | (ausgeschieden)                            | (nicht gestartet) |                         |                         |             |
| Denis Lynch mit All Star                        | 3,76        | 4                                          | 0                 |                         |                         |             |
| Cian O’Connor mit Good Luck                     | 2,25        | 0                                          | 0                 |                         |                         |             |
| 2                                               | Schweden    | Schweden                                   | 7,21              | 1                       | 10                      | 18,21       |
|                                                 |             | Henrik von Eckermann mit Mary Lou          | (9,19)            | 1                       | 1                       |             |
| Malin Baryard-Johnsson mit Cue Channa           | 5,05        | 0                                          | (aufgegeben)      |                         |                         |             |
| Douglas Lindelöw mit Zacramento                 | 2,16        | (4)                                        | 9                 |                         |                         |             |
| Peder Fredricson mit All In                     | 0,00        | 0                                          | 0                 |                         |                         |             |
| 3                                               | Schweiz     | Schweiz                                    | 5,15              | 6                       | 9                       | 20,15       |
|                                                 |             | Nadja Peter Steiner mit Saura de Fondcombe | (7,87)            | (13)                    | 5                       |             |
| Romain Duguet mit Twentytwo des Biches          | 2,28        | 1                                          | (8)               |                         |                         |             |
| Martin Fuchs mit Clooney                        | 2,03        | 0                                          | 0                 |                         |                         |             |
| Steve Guerdat mit Bianca                        | 0,84        | 5                                          | 4                 |                         |                         |             |
| 4                                               | Belgien     | Belgien                                    | 12,11             | 0                       | 9                       | 21,11       |
|                                                 |             | Pieter Devos mit Espoir                    | 4,05              | (0)                     | 0                       |             |
| Niels Bruynseels mit Cas de Liberte             | 3,84        | 0                                          | 5                 |                         |                         |             |
| Jérôme Guery mit Grand Cru van de Rozenberg     | 4,22        | 0                                          | (5)               |                         |                         |             |
| Gregory Wathelet mit Coree                      | (4,65)      | 0                                          | 4                 |                         |                         |             |
| 5                                               | Deutschland | Deutschland                                | 11,52             | 4                       | 9                       | 24,52       |
|                                                 |             | Marcus Ehning mit Pret A Tout              | 0,59              | 0                       | 4                       |             |
| Laura Klaphake mit Catch Me If You Can          | (9,20)      | 0                                          | 5                 |                         |                         |             |
| Maurice Tebbel mit Chaccos' Son                 | 8,20        | (12)                                       | (8)               |                         |                         |             |
| Philipp Weishaupt mit Convall                   | 2,73        | 4                                          | 0                 |                         |                         |             |
| 6                                               | Niederlande | Niederlande                                | 14,53             | 11                      | 5                       | 30,53       |
|                                                 |             | Harrie Smolders mit Don Z                  | 4,52              | 1                       | 0                       |             |
| Ruben Romp mit Teavanta II C Z                  | (8,73)      | (14)                                       | (5)               |                         |                         |             |
| Marc Houtzager mit Calimero                     | 6,35        | 5                                          | 5                 |                         |                         |             |
| Jur Vrieling mit Glasgow v. Merelsnest          | 3,66        | 5                                          | 0                 |                         |                         |             |
| 7                                               | Frankreich  | Frankreich                                 | 6,78              | 18                      | 7                       | 31,78       |
|                                                 |             | Mathieu Billot mit Shiva d'Amaury          | (4,29)            | 9                       | 2                       |             |
| Kevin Staut mit Reveur de Hurtebise             | 0,91        | 0                                          | (12)              |                         |                         |             |
| Roger-Yves Bost mit Sangria du Coty             | 2,39        | 9                                          | 0                 |                         |                         |             |
| Pénélope Leprevost mit Vagabond de la Pomme     | 3,48        | (9)                                        | 5                 |                         |                         |             |
| 8                                               | Italien     | Italien                                    | 13,25             | 2                       | 9                       | 34,25       |
|                                                 |             | Luca Marziani mit Tokyo du Soleil          | (7,23)            | 2                       | 10                      |             |
| Emilio Bicocchi mit Ares                        | 4,69        | (4)                                        | 9                 |                         |                         |             |
| Alberto Zorzi mit Cornetto K                    | 2,82        | 0                                          | 0                 |                         |                         |             |
| Lorenzo de Luca mit Armitages Boy               | 5,74        | 0                                          | (aufgegeben)      |                         |                         |             |
| 9                                               | Spanien     | Spanien                                    | 8,85              | 15                      | 18                      | 41,85       |
|                                                 |             | Gerardo Menendez Mieres mit Cassino        | 3,33              | 5                       | 9                       |             |
| Manuel Fernandez Saro mit U Watch               | (3,77)      | 5                                          | (21)              |                         |                         |             |
| Sergio Álvarez Moya mit Arrayan                 | 1,86        | 5                                          | 0                 |                         |                         |             |
| Eduardo Álvarez Aznar mit Rokfeller de Pleville | 3,66        | (8)                                        | 9                 |                         |                         |             |
| 10                                              | Österreich  | Österreich                                 | 10,90             | 14                      | 26                      | 50,90       |
|                                                 |             | Roland Englbrecht mit Chambery             | (9,39)            | (38)                    | (aufgegeben)            |             |
| Julia Houtzager-Kayser mit Cayetano Z           | 3,11        | 1                                          | 20                |                         |                         |             |
| Christian Rhomberg mit Saphyr des Lacs          | 5,03        | 4                                          | 5                 |                         |                         |             |
| Max Kühner mit Chardonnay                       | 2,76        | 9                                          | 1                 |                         |                         |             |
| 11                                              | Portugal    | Portugal                                   | 13,41             | 22                      |                         | 35,41       |
| 12                                              | Tschechien  | Tschechien                                 | 18,83             | 19                      |                         | 37,83       |
| 13                                              | Norwegen    | Norwegen                                   | 13,44             | 30                      |                         | 43,44       |
| 14                                              | Dänemark    | Dänemark                                   | 25,30             | 27                      |                         | 52,30       |
| 15                                              | Russland    | Russland                                   | 18,38             | 36                      |                         | 54,38       |
| 16                                              | Ukraine     | Ukraine                                    | 23,64             | 33                      |                         | 56,64       |
| 17                                              | Ungarn      | Ungarn                                     | 20,11             | 44                      |                         | 64,11       |

#### Einzelwertung
Der Hindernisfehler im zweiten Umlauf des Nationenpreises warf Marcus Ehning auf Rang neun zurück. Acht Strafpunkte für Luciana Diniz zerschlugen ihre Medaillenhoffnungen, von Rang drei fiel sie auf den 15. Rang. Aus dem Kreis der Einzelreiter machte Danielle Goldstein auf sich aufmerksam: In beiden Umläufen des Nationenpreises blieb sie fehlerlos und arbeitete sich damit in der Einzelrangierung auf Platz sieben vor. Gleiches gelang auch den sechs vor ihr liegenden Reitern mit ihren Pferden, allen voran weiterhin Peder Fredricson mit All In.
Am Sonntag standen noch zwei Umläufe an: Der erste für die besten 25, der zweite nur noch für die besten 12 Reiter. Roger-Yves Bost, Kevin Staut und Luciana Diniz verzichteten auf einen Start am Sonntag. Dadurch rückte unter anderem Christian Weier in das Starterfeld des Sonntags nach, er ging als erster Teilnehmer an den Start. Der Luxemburger hatte mit Global jedoch unter anderem eine Verweigerung, sein Resultat erhöhte sich um 20 Strafpunkte auf 40,25. Laura Klaphake als vierte Starterin war die erste, die hier ohne Hindernisfehler den Parcours überwand. Mit Catch Me If You Can bekam sie nur einen Zeitstrafpunkt zu ihrem Ergebnis hinzu, im Endergebnis der 17. Rang. Noch ein bisschen besser lief es für den nächsten Starter: Christian Rhomberg gelang eine Nullrunde, mit Platz 16 im Endstand war er der beste Österreicher. Sein Landsmann Max Kühner musste fünf Strafpunkte hinnehmen.
Für die verbliebenen Schweizer lief dieser erste Umlauf des Sonntags nicht gut: Romain Duguet gab auf, nachdem Twentytwo des Biches acht Strafpunkte gesammelt hatte. Auch Steve Guerdat hatte nicht sein Turnier, seit dem Zeitspringen war er mit Bianca in keinem Umlauf ohne Fehler geblieben und bekam auch hier noch vier Strafpunkte hinzu. Martin Fuchs lag vor diesem Umlauf mit Clooney in aussichtsreicher Position auf eine Einzelmedaille, doch acht Strafpunkte ließen ihn von Rang zwei auf Rang 13 zurückfallen. Damit qualifizierte auch er sich nicht für den zweiten Umlauf des Finaltages.
Im zweiten Umlauf des Sonntags stellten Belgien und Irland mit je drei Reitern bereits das halbe Starterfeld. Es war hier Marcus Ehning, der als Starter Nummer drei die erste Nullrunde in das Ziel brachte. Nach einem weiteren Fehler im ersten Umlauf des Tages konnte Ehning mit Pret A Tout damit doch noch zu einem guten Turnierabschluss kommen. Ihren Teil dazu trugen auch mehrere der folgenden Starter bei, durch die Fehler von Danielle Goldstein und Denis Lynch kletterte Ehning weiter nach oben in der Rangierung. Während Pieter Devos und Alberto Zorzi ohne Hindernisfehler blieben, verlief der Ritt von Philipp Weishaupt und Convall unglücklich. Vor dem Ritt noch nicht allzu weit von den Medaillenrängen entfernt, kamen nach einer Verweigerung vor dem zweiten Hindernis zwölf Strafpunkte hinzu. Ebenso verpasste auch Shane Sweetnam als viertletzter Starter eine fehlerfreie Runde.
Harrie Smolders hatte es mit seinem Zangersheider Hengst Don in der Hand, sich eine Medaille zu sichern, was er mit einer Nullrunde auch tat. Cian O’Connor, bis hierhin stets ohne Fehler, leistete sich mit Good Luck in diesem letzten Umlauf einen Abwurf, die vier Strafpunkte warfen ihn hinter Smolders zurück. Damit war nun für Peder Fredricson eine komfortable Lücke nach hinten angewachsen, er konnte sich einen Hindernisfehler und einen Zeitstrafpunkt leisten. Genau diese fünf Strafpunkte unterliefen ihm mit All In auch, doch es reichte für den Gewinn der Einzel-Goldmedaille vor seinem heimischen Publikum.
| Rang | Reiter                 | Pferd                      | umgerechnete Punkte | Strafpunkte    | Strafpunkte    | Strafpunkte    | Strafpunkte    | Gesamt- ergebnis |
| Rang | Reiter                 | Pferd                      | umgerechnete Punkte | 2. Teilprüfung | 2. Teilprüfung | 3. Teilprüfung | 3. Teilprüfung | Gesamt- ergebnis |
| Rang | Reiter                 | Pferd                      | 1. Teilprüfung      | 1. Umlauf      | 2. Umlauf      | 1. Umlauf      | 2. Umlauf      | Gesamt- ergebnis |
| ---- | ---------------------- | -------------------------- | ------------------- | -------------- | -------------- | -------------- | -------------- | ---------------- |
| 1    | Peder Fredricson       | All In                     | 0,00                | 0              | 0              | 0              | 5              | 5,00             |
| 2    | Harrie Smolders        | Don Z                      | 4,52                | 1              | 0              | 0              | 0              | 5,52             |
| 3    | Cian O’Connor          | Good Luck                  | 2,25                | 0              | 0              | 0              | 4              | 6,25             |
| 4    | Alberto Zorzi          | Cornetto K                 | 2,82                | 0              | 0              | 4              | 1              | 7,82             |
| 5    | Pieter Devos           | Espoir                     | 4,05                | 0              | 0              | 4              | 0              | 8,05             |
| 6    | Marcus Ehning          | Pret A Tout                | 0,59                | 0              | 4              | 4              | 0              | 8,59             |
| 7    | Niels Bruynseels       | Cas de Liberte             | 3,84                | 0              | 5              | 0              | 1              | 9,84             |
| 8    | Shane Sweetnam         | Chaqui Z                   | 2,10                | 0              | 0              | 4              | 4              | 10,10            |
| 9    | Danielle Goldstein     | Lizziemary                 | 4,49                | 0              | 0              | 4              | 4              | 12,49            |
| 10   | Denis Lynch            | All Star                   | 3,76                | 4              | 0              | 0              | 5              | 12,76            |
| 11   | Jérôme Guery           | Grand Cru van de Rozenberg | 4,22                | 0              | 5              | 0              | 5              | 14,22            |
| 12   | Philipp Weishaupt      | Convall                    | 2,73                | 4              | 0              | 0              | 16             | 22,73            |
| 13   | Martin Fuchs           | Clooney                    | 2,03                | 0              | 0              | 8              |                | 10,03            |
| 14   | Sergio Álvarez Moya    | Arrayan                    | 1,86                | 5              | 0              | 4              |                | 10,86            |
| 15   | Steve Guerdat          | Bianca                     | 0,84                | 5              | 4              | 4              |                | 13,84            |
| 16   | Christian Rhomberg     | Saphyr des Lacs            | 5,03                | 4              | 5              | 0              |                | 14,03            |
| 17   | Laura Klaphake         | Catch Me If You Can        | 9,20                | 0              | 5              | 1              |                | 15,20            |
|      | …                      |                            |                     |                |                |                |                |                  |
| 20   | Max Kühner             | Chardonnay                 | 2,76                | 9              | 1              | 5              |                | 17,76            |
|      | …                      |                            |                     |                |                |                |                |                  |
| 24   | Christian Weier        | Global                     | 4,25                | 10             | 6              | 20             |                | 40,25            |
| 25   | Romain Duguet          | Twentytwo des Biches       | 2,28                | 1              | 8              | AUFG           |                | –                |
|      | …                      |                            |                     |                |                |                |                |                  |
| 41   | Julia Houtzager-Kayser | Cayetano Z                 | 3,11                | 1              | 20             |                |                | 24,11            |
|      | …                      |                            |                     |                |                |                |                |                  |
| 47   | René Tebbel            | Cosun                      | 5,30                | 10             | 18             |                |                | 33,30            |
|      | …                      |                            |                     |                |                |                |                |                  |
| 57   | Maurice Tebbel         | Chaccos' Son               | 8,20                | 12             |                |                |                | 20,20            |
|      | …                      |                            |                     |                |                |                |                |                  |
| 59   | Nadja Peter Steiner    | Saura de Fondcombe         | 7,87                | 13             |                |                |                | 20,87            |
|      | …                      |                            |                     |                |                |                |                |                  |
| 62   | Marcel Ewen            | Excenel V                  | 8,25                | 13             |                |                |                | 21,25            |
|      | …                      |                            |                     |                |                |                |                |                  |
| 67   | Ulrich Kirchhoff       | Ferrero van Overis         | 8,06                | 17             |                |                |                | 25,06            |
|      | …                      |                            |                     |                |                |                |                |                  |
| 72   | Roland Englbrecht      | Chambery                   | 9,39                | 38             |                |                |                | 47,39            |

### Vierspännerfahren
Vertreter des Fahrsports waren bei den Europameisterschaften in Göteborg die Vierspännerfahrer. Die Fahrer bestritten drei Teilprüfungen: Am Freitag (25. August) gingen alle Gespanne in der Fahr-Dressur an den Start. Einen Tag später folgte das Geländefahren (Marathonfahren), am letzten Turniertag wurde als dritte Teilprüfung das Hindernisfahren ausgerichtet. Die Einzel- und die Mannschaftswertung ergaben sich jeweils aus der Addition der Ergebnisse der drei Teilprüfungen.
Nationen, die eine Mannschaft stellten, konnten mit drei Fahrern und deren Gespannen an den Fahrwettbewerben teilnehmen. Jedes Gespann bestand aus vier Pferden plus einem weiteren Pferd zum Austausch. Die Mannschaften umfassten jeweils zwei oder drei Fahrer. Die Ergebnisse von zwei Fahrern pro Nation wurden für die Mannschaftswertung gewertet, dabei konnte das Streichergebnis in den einzelnen Teilprüfungen jedoch von unterschiedlichen Fahrern stammen.

#### Zwischenstände
Nach der Dressur lagen die stets favorisierten Niederländer in der Mannschaftswertung und mit zwei Fahrern auch im Einzel vorne. Aber auch für Deutschland verlief der Start in die Europameisterschaften gut: Die Mannschaft rangierte auf Rang zwei. In Einzel kam die einzige Dame im Starterfeld der Fahrer, Mareike Harm, auf den vierten Platz. Christoph Sandmann und Georg von Stein reihten sich auf den Plätzen fünf und sieben ein.
Die Geländestrecke wurde zunächst als nicht besonders technisch anspruchsvoll beurteilt. Als herausfordernd stellten sich jedoch die Bodenbedingungen heraus: Nach dem ersten Abschnitt der Marathonfahrt durch die Stadt wurde der Boden im Slottsskogen mit jedem Gespann tiefer, zudem ging es im Park und auch in den Hindernissen vielfach bergauf und bergab. Am besten meisterte der Schweizer Jérome Voutaz, der als zweiter Fahrer gestartet war, den Geländekurs. In der Mannschaftswertung konnte die deutsche Equipe den Rückstand zu den Niederlanden nur minimal verringern. Im Einzel lag nun IJsbrand Chardon vorne, Edouard Simonet und Christoph Sandmann folgten auf den Plätzen zwei und drei.

#### Einzelwertung
Nachdem der Einzel-Europameister von 2015, Michael Brauchle, aufgrund fehlender Leistung (u. a. war in Winter sein Führpferd Jamaica gestorben) auf eine Nominierung für Göteborg verzichtet hatte, war es sicher, dass es einen neuen Europameister geben würde.
Auch beim Hindernisfahren lieferte Jérome Voutaz mit seinem Gespann das Bestergebnis. Da er in der Dressur nur auf den 20. Platz gekommen war, reichte es nicht für einen Spitzenplatz in der Gesamtwertung, er wurde Neunter. An der Spitze brachte das Hindernisfahren keine Veränderungen mehr: Theo Timmerman verpasste knapp eine Medaille, Christoph Sandmann sicherte sich Bronze. Silber und Gold gingen an Edouard Simonet und IJsbrand Chardon.
| Rang | Fahrer               | Pferde                                                                                            | Minuspunkte | Minuspunkte      | Minuspunkte       | Minuspunkte |
| Rang | Fahrer               | Pferde                                                                                            | Dressur     | Marathon- fahren | Hindernis- fahren | Endergebnis |
| ---- | -------------------- | ------------------------------------------------------------------------------------------------- | ----------- | ---------------- | ----------------- | ----------- |
| 1    | IJsbrand Chardon     | Baldun, Eddy, Senator, Danbrozie und Darco                                                        | 44,01       | 103,36           | 3,00              | 150,37      |
| 2    | Edouard Simonet      | Bouke, Dark Dream, El Fiero van de Vemmekeshoeve, Bauke und Sanne                                 | 45,42       | 106,08           | 0,30              | 151,80      |
| 3    | Christoph Sandmann   | Amico, Bo Liberator, Fredie U, Wanita und Wierd                                                   | 47,19       | 104,63           | 1,51              | 153,33      |
| 4    | Theo Timmerman       | Balero, Boy, Dakota, Esprit und Mister                                                            | 41,82       | 113,91           | 0,68              | 156,41      |
| 5    | Georg von Stein      | Despardo, Fax, Mokka, Playboy und Zindgraaf                                                       | 48,37       | 108,07           | 1,41              | 157,85      |
| 6    | Koos de Ronde        | Alino, Cupido, Palero, Ulano und Zimon                                                            | 48,02       | 109,86           | 0,00              | 157,88      |
| 7    | Benjamin Aillaud     | Beene van de Dubelsile, Doeke de la Pourcaud, Sybren P, Tiemen und Yse                            | 48,37       | 112,39           | 0,12              | 160,88      |
| 8    | József Dobrovitz jr. | Conversano Bajnok, Dante, Exclusive, Jatek und Reno                                               | 55,98       | 106,50           | 0,08              | 162,56      |
| 9    | Jérome Voutaz        | Belle du Peupe CH, Eva III CH, Flore CH, Folie des Moulins CH und Leon                            | 62,36       | 102,88           | 0,00              | 165,24      |
| 10   | Axel Olin            | Amigo, Bolero, Pamino, Revolt und Wittstein                                                       | 55,04       | 115,16           | 0,00              | 170,20      |
| 11   | Jiri Nesvacil jr.    | Generale Pastorella XLIX, Amiga XXXIV, Represa XXXIV, Rudolfo Ecrasita II und Sacramoso Aversa XI | 52,38       | 118,55           | 0,00              | 170,93      |
| 12   | Mareike Harm         | Amicello, Luxus Boy, Racciano, Sunfire und Zazou                                                  | 46,13       | 121,92           | 3,16              | 171,21      |
|      | …                    |                                                                                                   |             |                  |                   |             |
| 19   | Martin Wagner        | Cato V, Finity, Korina, Lucky XIX CH und Ninjo CH                                                 | 56,46       | 131,40           | 8,48              | 196,34      |
| 20   | Andreas Ruschitzka   | Cavalla, Concordia, Generale Extracta XLIX, Generalissimus Colyria und Siglavy Capriola Sába      | 60,05       | 138,00           | 19,07             | 217,12      |

#### Mannschaftswertung
In der Entscheidung um die Mannschaftsmedaillen bewiesen die Niederländer nochmals ihre Favoritenstellung: Im Hindernisfahren kam weniger als ein Punkt (0,68 Punkte) zu ihrem Ergebnis hinzu, dies war klar die Goldmedaille. Noch weniger Punkte hatten Belgien und Frankreich hinzubekommen. Das deutsche Aufgebot kassierte zwar 2,92 Punkte, hatte aber genug Vorsprung gesammelt, so dass die Silbermedaille ungefährdet gewonnen wurde.
| Platz              | Land        | Fahrer          | Punkte  | Punkte         | Punkte          | Punkte      |
| Platz              | Land        | Fahrer          | Dressur | Marathonfahren | Hindernisfahren | Endergebnis |
| 1                  | Niederlande | Niederlande     | 85,83   | 213,22         | 0,68            | 299,73      |
| ------------------ | ----------- | --------------- | ------- | -------------- | --------------- | ----------- |
|                    |             | Koos de Ronde   | (48,02) | 109,86         | 0,00            |             |
| IJsbrand Chardon   | 44,01       | 103,36          | 3,00    |                |                 |             |
| Theo Timmerman     | 41,82       | (113,91)        | 0,68    |                |                 |             |
| 2                  | Deutschland | Deutschland     | 93,32   | 212,70         | 2,92            | 308,94      |
|                    |             | Mareike Harm    | 46,13   | (121,92)       | (3,16)          |             |
| Georg von Stein    | (48,37)     | 108,07          | 1,41    |                |                 |             |
| Christoph Sandmann | 47,19       | 104,63          | 1,51    |                |                 |             |
| 3                  | Belgien     | Belgien         | 95,86   | 223,88         | 0,30            | 320,04      |
|                    |             | Edouard Simonet | 45,42   | 106,08         | 0,30            |             |
| Dries Degrieck     | (59,82)     | (120,56)        | 0,00    |                |                 |             |
| Glenn Geerts       | 50,44       | 117,80          | (4,86)  |                |                 |             |
| 4                  | Frankreich  | Frankreich      | 108,25  | 224,73         | 0,12            | 333,10      |
|                    |             | Anthony Horde   | (63,71) | (115,31)       | 0,00            |             |
| Benjamin Aillaud   | 48,37       | 110,39          | 0,12    |                |                 |             |
| Thibault Coudry    | 59,88       | 114,34          | (3,05)  |                |                 |             |
| 5                  | Schweden    | Schweden        | 106,36  | 232,54         | 7,54            | 346,44      |
| 6                  | Ungarn      | Ungarn          | 109,84  | 235,57         | 11,11           | 356,52      |
| 7                  | Schweiz     | Schweiz         | 118,82  | 234,28         | 8,48            | 361,58      |
|                    |             | Jérome Voutaz   | 62,36   | 102,88         | 0,00            |             |
| Martin Wagner      | 56,46       | 131,40          | 8,48    |                |                 |             |

### Rahmenprüfungen
Die Rahmenprüfungen der Europameisterschaften umfassten drei Touren: Dressurprüfungen für Reiter bis 25 Jahre, Springprüfungen für Reiter bis 25 Jahre sowie weitere Springprüfungen.

#### U25-Dressur: Grand Prix Kür
Die Lövsta Future Challenge International U 25 Dressage umfasste zwei Prüfungen: Einen FEI Grand Prix U25 am Donnerstagmorgen und eine Grand Prix Kür am Samstagmittag. In beiden Prüfungen gingen elf Pferd-Reiter-Paare an den Start. Dominierender Reiter war der Juan Matute Guimon, der mit Quantico beide Prüfungen gewann. Matute Guimon war bereits 2015 Junioren-Europameister gewesen und hat Spanien bereits zwei Mal in der Nationenpreisserie der Dressurreiter vertreten.
Ergebnis Grand Prix Kür (U25):
|   | Reiter             | Pferd     | Ergebnis |
| - | ------------------ | --------- | -------- |
| 1 | Juan Matute Guimon | Quantico  | 78,200 % |
| 2 | Lina Dolk          | Biggles   | 74,400 % |
| 3 | Jill Huybregts     | Zamacho Z | 73,100 % |

(Plätze eins bis drei von insgesamt 11 Teilnehmern)

#### U25-Springen
Für die Springreiter bis 25 Jahre bot der Lövsta Future Challenge International U 25 Jumping zwei Prüfungen. Am Samstagmorgen gingen die Reiter in zweier Teams in einem Mannschaftsspringen an den Start, welches als Springprüfung mit zwei Umläufen (bis 1,45 m) ausgerichtet wurde. Hier gewann die schwedische Mannschaft vor einem gemischten Team (mit der Schweizerin Emilie Stampfi). Auf Rang drei kamen die deutschen Reiterinnen Justine Tebbel und Vanessa Borgmann.
Als Hauptprüfung stand am Sonntagvormittag eine Springprüfung mit Stechen auf dem Programm. Diese Prüfung umfasste Hindernisse bis 1,50 m. Hier qualifizierten sich acht Reiter für das Stechen, so auch Vanessa Borgmann mit Caspar IV (Rang vier) und Justine Tebbel mit Light Star (Rang sechs). Der Sieg ging an den 25-jährigen Iren Richard Howley.
Ergebnis Springprüfung mit Stechen (U25):
|             | Reiter          | Pferd               | 1. Umlauf | Stechen  | Stechen |
| Strafpunkte | Reiter          | Pferd               | 1. Umlauf | Zeit (s) |         |
| ----------- | --------------- | ------------------- | --------- | -------- | ------- |
| 1           | Richard Howley  | Chinook             | 0         | 0        | 45,89   |
| 2           | Karin Martinsen | Quantos             | 0         | 0        | 46,06   |
| 3           | Irma Karlsson   | Ida van de Bisschop | 0         | 0        | 46,57   |

(Plätze eins bis drei von insgesamt 19 Teilnehmern)

#### Großer Preis
Für weitere Reiter, insbesondere für die Reservereiter der Championatsmannschaften sowie für zusätzliche Pferde der Championatsreiter, wurden in Göteborg drei weitere Springprüfungen im Rahmenprogramm angeboten. Beim Großen Preis am Samstagabend handelte es sich um eine Springprüfung mit Stechen mit Hindernishöhen bis 1,55 m.
Dominierendes Paar dieser Rahmenprüfungen waren die deutschen Meister 2017, Simone Blum und Alice. Das Reservepaar der deutschen Equipe wurde in der ersten Prüfung Elfte und gewann sowohl die zweite Prüfung als auch den mit 55.000 Euro dotierten Großen Preis.
|             | Reiter             | Pferd            | 1. Umlauf | Stechen  | Stechen |
| Strafpunkte | Reiter             | Pferd            | 1. Umlauf | Zeit (s) |         |
| ----------- | ------------------ | ---------------- | --------- | -------- | ------- |
| 1           | Simone Blum        | DSP Alice        | 0         | 0        | 35,63   |
| 2           | Wladimir Tuganow   | Suspens Floreval | 0         | 0        | 36,39   |
| 3           | Danielle Goldstein | Caspar           | 0         | 0        | 36,77   |

(Plätze eins bis drei von insgesamt 38 Teilnehmern)